# Leif Dahlgren

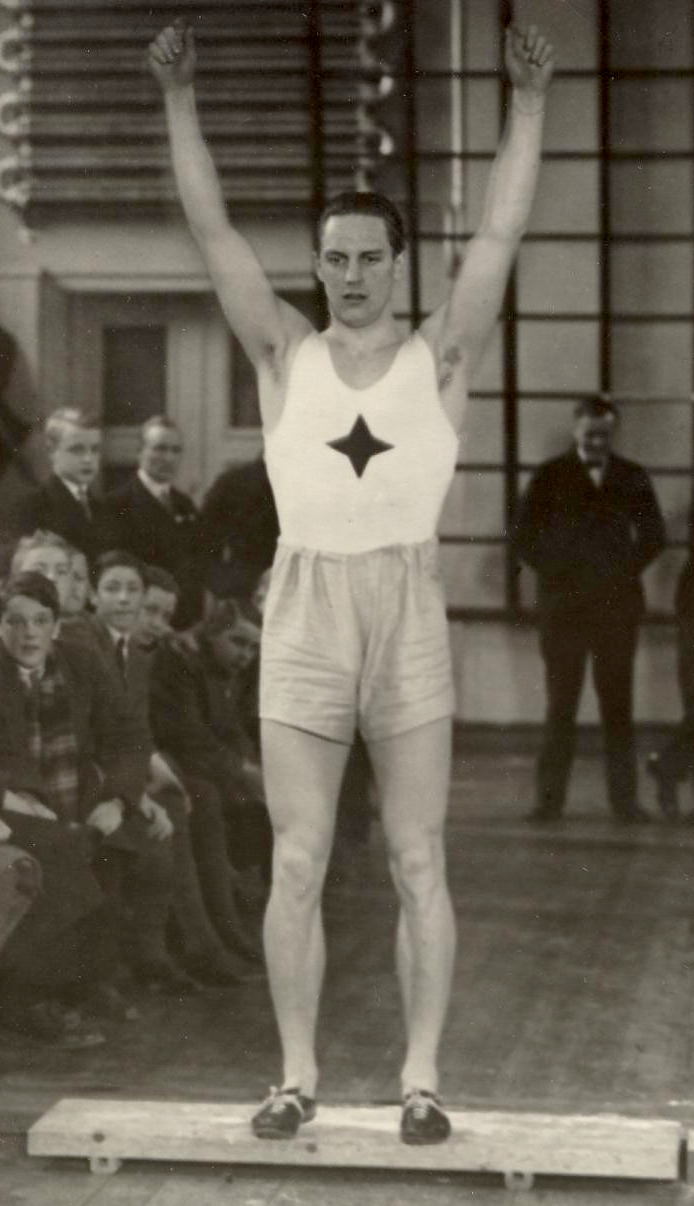
Leif Dahlgren in den 1930ern

Leif Evert Dahlgren (* 6. Februar 1906 in Lund; † 16. April 1998 in Askim) war ein schwedischer Zehnkämpfer.
1934 gewann er bei den Leichtathletik-Europameisterschaften in Turin Silber. Bei den Olympischen Spielen 1936 in Berlin brach er den Wettkampf nach neun Disziplinen ab.
Je viermal wurde er Schwedischer Meister im Zehnkampf (1931–1934) sowie im Fünfkampf  (1932, 1933, 1935, 1936), zweimal im Standhochsprung und einmal über 400 m Hürden.

## Persönliche Bestleistungen
- 400 m Hürden: 54,7 s, 25. August 1935, Stockholm
- Zehnkampf: 7811 Punkte, 30. Juli 1933, Borås